# Chemical Biological Incident Response Force
La Force de réponse aux incidents chimiques et biologiques (Chemical Biological Incident Response Force ou CBIRF) est une unité du Corps des Marines des États-Unis chargée de contrer les effets d'un incident chimique, biologique, radiologique, nucléaire ou explosif à haut rendement (CBRNE). La force a été créée en avril 1996 par le général Charles C. Krulak, alors commandant du corps des Marines. L'unité est basée à Naval Support Facility Indian Head à Indian Head, Maryland et tombe sous le commandement du United States Marine Corps Forces Command. 

## Mission
Les unités du CBIRF sont destinées à répondre aux menaces d'un incident explosif chimique, biologique, radiologique, nucléaire (CBRNE) en appui des agences locales, étatiques ou fédérales ainsi que des commandements opérationnels dans la conduite des opérations. 
Le CBIRF accomplit cette mission en fournissant des capacités de détection et d'identification d'agents CBRN, de recherche et d'extraction de victimes, de sauvetage, de décontamination du personnel, de soins médicaux d'urgence et de stabilisation des victimes contaminées. Tous les Marines CBIRF et les marins sont essentiellement formés pour effectuer à la fois l'extraction des blessés et la décontamination. Les compétences nécessaires au sauvetage du personnel affecté au CBIRF sont enseignées au cours du CBIRF Basic Operations Course (CBOC). En terminant le CBOC, les Marines et les marins gagnent leur écusson d'unité CBIRF et peuvent commencer à le porter sur leurs combinaisons de vol et gilets de recherche et de sauvetage. 

## Histoire
Depuis sa création, le CBIRF a formé de nombreuses agences locales. Il a aussi participé aux événements suivants: 
- Jeux olympiques d'été de 1996
- Cérémonie d'investiture présidentielle de 1997
- 1997 Sommet du G8 à Denver
- Adresses présidentielles 1997-2019 sur l'état de l'Union
- 1999 Visite du Pape à St Louis
- Sommet de l'OTAN de 1999
- Cérémonie inaugurale présidentielle de 2001
- 2001 Nettoyage de l'anthrax de l'immeuble de bureaux de Longworth House à Washington, DC
- 2001 Nettoyage de l'anthrax hors de l'édifice Hart Sénat à Washington DC
- 2004 Incident de ricin sur l'édifice du Sénat de Dirksen
- Cérémonie inaugurale présidentielle 2005
- Convention nationale républicaine de 2008 à St. Paul, MN
- Cérémonie inaugurale présidentielle de 2009
- Opération Tomodachi 2011
- Sommet de l'OTAN 2012
- Cérémonie inaugurale présidentielle 2013
- Discours sur l'état de l'Union 2016
- Conventions nationales républicaines et démocratiques de 2016
- Cérémonie inaugurale présidentielle 2017

## Récompenses
| Ruban | Décoration                                               |
|       | Meritorious Unit Commendation avec 2 étoiles de bronze   |
|       | National Defense Service Medal avec une étoile de bronze |
|       | Global War on Terrorism Expeditionary Medal              |